# Elizbar Odikadze
Elizbar Odikadze (gruz. ელიზბარ ოდიკაძე; ur. 14 czerwca 1989) – gruziński zapaśnik walczący w stylu wolnym. Olimpijczyk z Rio de Janeiro 2016, gdzie zajął piąte miejsce w kategorii 97 kg i ósme w Tokio 2020 w wadze 97 kg.
Brązowy medalista mistrzostw świata w 2018 i piąty w 2014, 2015, 2017 i 2019. Trzeci zawodnik mistrzostw Europy w 2016, 2017, 2018, 2019, 2020 i 2021 roku. Srebrny medalista igrzysk europejskich w 2015 i brązowy w 2019. Pierwszy w Pucharze Świata w 2012 i trzeci w 2016 roku.